# Heuliez GX 217
De Heuliez GX 217 is een stadsbustype van de Franse busfabrikant Heuliez Bus in samenwerking met de Zweedse busfabrikant Volvo. Deze bus werd gebouwd tussen 1996 en 2001. In totaal zijn er 126 dieselexemplaren en 216 cng-exemplaren geproduceerd. In 2005 werd de bus opgevolgd door de Heuliez GX 127 L.
Samen met de Heuliez GX 117, Heuliez GX 317 en de Heuliez GX 417 vormt de Heuliez GX 217 een reeks genaamd Acces BUS van de eerste generatie.

## Eigenschappen
Eind 1996 verving de GX 217, de GX 107. De bus werd ontworpen op een Renault Agora S-chassis. Hierdoor heeft de bus dezelfde eigenschappen als de Renault Agora.
Er zijn twee type aandrijvingen beschikbaar:
- diesel
- cng

De cng-bussen zijn te herkennen aan hun "spoiler" voor op de bus.

## Inzet
In Nederland kwam deze bus voor bij SBM. SBM kocht in 1997 één exemplaar. Daarnaast kwam deze bus onder andere voor in Frankrijk.
| Bedrijf             | Aantal    | Series    | Aandrijving | Levering  | Inzet                  | Opmerking |
| Frankrijk           | Frankrijk | Frankrijk | Frankrijk   | Frankrijk | Frankrijk              | Frankrijk |
| ------------------- | --------- | --------- | ----------- | --------- | ---------------------- | --- |
| ANT / Broch         | 3         | s004–s006 | Diesel      | 1998      | Nice                   | |
| Corolis             | 2         | 8560-8561 | cng         | 1997      | Beauvais               | Prototypes |
| CTPM                | 6         | 600–605   | Diesel      | ??        | Perpignan              | |
| Impulsyon           | 3         | 15–18     | Diesel      | ??        | La Roche-sur-Yon       | |
| Keolis Bordeaux     | 46        | 2001–2046 | CNG         | ??        | Bordeaux               | |
| Keolis Bordeaux     | 3         | 2048-2050 | CNG         | ??        | Bordeaux               | |
| Keolis Bordeaux     | 50        | 2101-2150 | CNG         | ??        | Bordeaux               | |
| Keolis Bordeaux     | 3         | 9801-9803 | CNG         | ??        | Bordeaux               | |
| Keolis Bordeaux     | 15        | 9901-9915 | CNG         | ??        | Bordeaux               | |
| Keolis Brest        | 2         | 111-112   | Diesel      | ??        | Brest                  | |
| Keolis Brest        | 1         | 114       | Diesel      | ??        | Brest                  | |
| Keolis Brest        | 3         | 116-118   | Diesel      | ??        | Brest                  | |
| Phébus              | 1         | 839       | Diesel      | ??        | Versailles             | |
| Réseau Mistral      | 16        | 306–321   | Diesel      | 1996/1997 | Toulon                 | |
| ST2N                | 80        | 301–380   | CNG         | 1998–2001 | Nice                   | 301 en 307 zijn in 2010 geëxporteerd naar Litouwen. Overige bussen zijn in 2011 uit dienst gegaan en geëxporteerd. |
| STAN                | 3         | 201–203   | CNG         | 2000      | Nancy                  | 201 is een plukbus.                                                                                                |
| TAN                 | 1         | 424       | CNG         | 2000      | Nantes                 | |
| TAN                 | 1         | 428       | CNG         |           |                        | |
| TBC                 | 50        | 2001–2050 | Diesel      | 2000      | Bordeaux               | |
| TBC                 | 50        | 2101–2150 | Diesel      | 2001      | Bordeaux               | |
| Ilévia              | 1         | 9101      | Diesel      | 1996      | Rijsel                 | |
| Litouwen            |           |           |             |           |                        | |
| VA Vilnius          | 1         | 908       | CNG         | 2010      | Vilnius                | ex-ST2N 307 |
| VA Vilnius          | 1         | 910       | CNG         | 2010      | Vilnius                | ex-ST2N 301 |
| Nederland           |           |           |             |           |                        | |
| Stadsbus Maastricht | 1         | 829       | Diesel      | 1996      | Stadsdienst Maastricht | Demobus. Deze bus droeg ook exportplaten in plaats van gewone kentekenplaten.                                      |

## Verwante bustypes
- Heuliez GX 117; Midibusversie
- Heuliez GX 317; Standaard streekversie
- Heuliez GX 417; Gelede versie